# Am Spitz
Am Spitz ist ein Platz im 21. Wiener Gemeindebezirk Floridsdorf. Der Platz ist nach der Gabelung von Prager und Brünner Straße benannt, die sich vor der Ausgestaltung zum Platz hier befand. Er ist neben dem Franz-Jonas-Platz einer der beiden zentralen Plätze im Bezirk.

## Geschichte
Prager und Brünner Straße sind alte Verkehrswege, die 1728–1736 zu Poststraßen ausgebaut wurden. Südlich der Gabelung verläuft die Floridsdorfer Hauptstraße zur Floridsdorfer Brücke, die bis zur Donauregulierung der einzige Übergang im Raum Wien war.
An dieser Gabelung entstand 1782 die Siedlung Jedlersdorf am Spitz (nach dem nahegelegenen Ortskern von Groß-Jedlersdorf), die schon bald mit dem einige Jahre später etwas weiter östlich im Bereich der heutigen Schlosshofer Straße entstandenen Floridsdorf zusammenwuchs. 1804 wurde die Siedlung zu einer eigenen Gemeinde (d. h. das Verwaltungsgebiet eines Ortsrichters, nicht mit heutigen Gemeinden gleichzusetzen). Nach den Reformen von 1849/50, als Gemeinden im modernen Sinn eingeführt wurden, übernahm Floridsdorf die Verwaltung der Siedlung, ein formeller Zusammenschluss erfolgte aber erst 1874.
Ab 1887 fungierte der Spitz als Marktplatz, in den 1920er-Jahren wurde dieser dann zum heutigen Floridsdorfer Markt beim Schlingerhof verlegt.
Die heutige Form und Verbauung stammt aus der Zeit um 1900, als in der Mitte des Bezirksamt errichtet wurde und auch der nördliche Abschluss (Nrn. 15–17) entstand.

## Verkehr

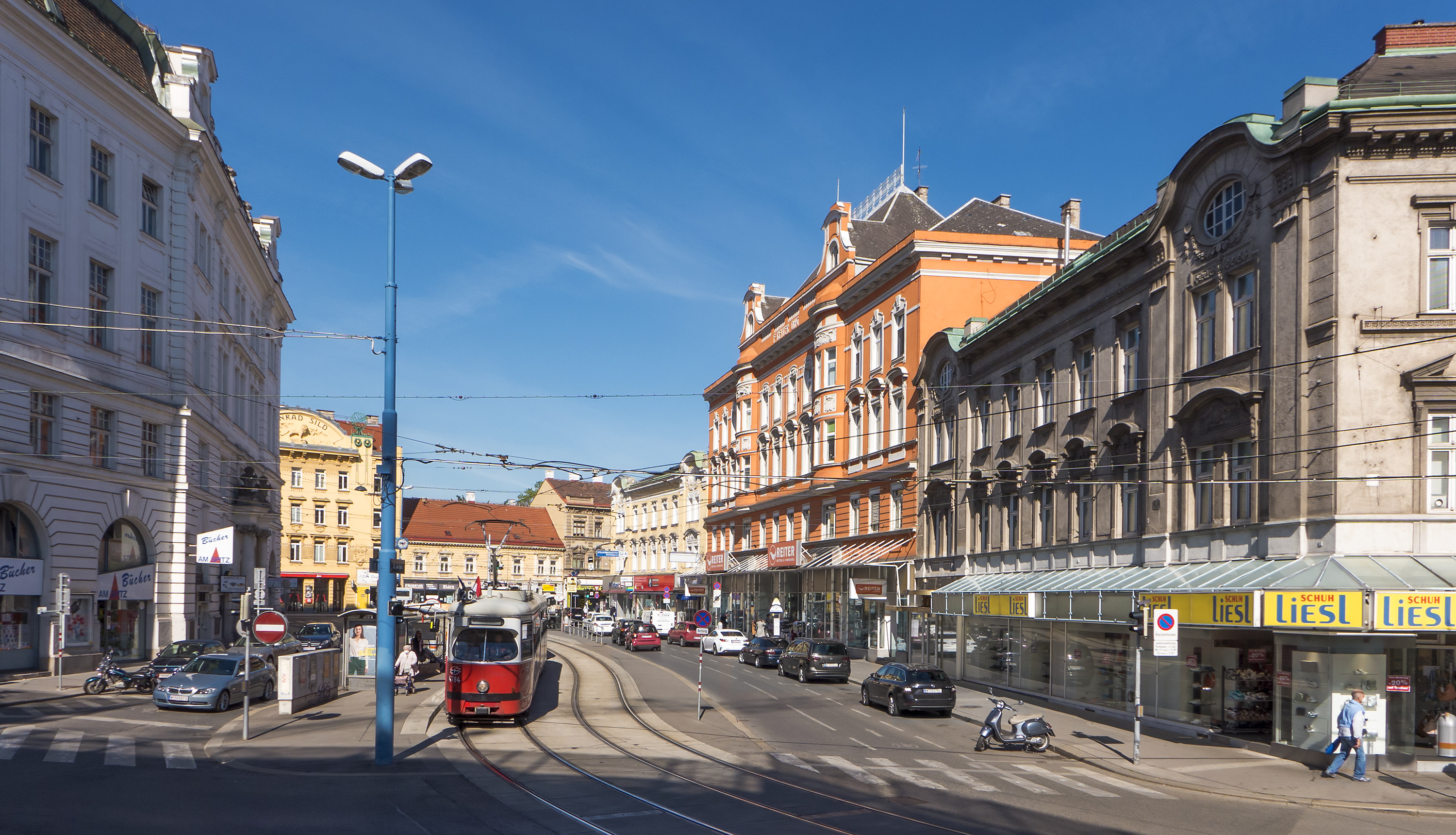
Nordseite des Platzes mit der Straßenbahn-Haltestelle

Im Norden des Platzes, wo sich der Markt befand, verkehrt die Straßenbahn zwischen Brünner Straße und Bahnhof Floridsdorf, sie hat hier auch eine Haltestelle. Derzeit wird diese Strecke von der Linie 26 bedient. An der Ostseite des Platzes befindet sich ferner eine Haltestelle für Regionalbusse.

## Bauten
Die Bebauung des Platzes ist sehr uneinheitlich. Ältere, aus Streckhöfen hervorgegangenen Wohnhäuser befinden sich vor allem in Richtung Floridsdorfer Hauptstraße. In der Schwaigergasse, die zwischen den Häusern 10 und 11 einmündet, gibt es ein fast geschlossenes Ensemble um 1880 entstandener Zinshäuser, während die Architektur des Späthistorismus und des Jugendstils bzw. Neoklassizismus vor allem den nördlichen Bereich prägt. Im östlichen Bereich befinden sich auch Bauten aus dem mittleren und späteren 20. Jahrhundert.
Der Platz ist das Zentrum der von der Stadt Wien definierten baulichen Schutzzone Floridsdorfer Spitz, die die Gebäude am Platz und in einigen angrenzenden Bereichen, insbesondere in der Schwaigergasse, umfasst.
Das Bezirksamt Floridsdorf (Haus Nr. 1) sowie die ehemalige Zentralsparkasse Floridsdorf (Nr. 11) stehen unter Denkmalschutz.
- Nr. 1: In der Mitte des Platzes befindet sich das Bezirksamt Floridsdorf (Magistratisches Bezirksamt für den 21. Bezirk), ein mächtiger repräsentativer Bau, der 1901–1903 von den Gebrüdern Anton und Josef Drexler als Rathaus der damals noch selbständigen Stadt Floridsdorf errichtet wurde. Es ersetzte das seit dem späten 18. Jahrhundert bestehende Gemeindegasthaus Zum goldenen Engel. Vor dem Bezirksamt befindet sich eine Gehsteigverbreiterung, die ebenfalls als Spitz ausläuft und so die Straßengabelung nachzeichnet.

- Vor dem Bezirksamt, an der Gehsteigverbreiterung, befindet sich eine metallene Gedenkstele für die Widerstandskämpfer Karl Biedermann, Alfred Huth und Rudolf Raschke, die am 8. April 1945 an dieser Stelle gehenkt wurden. Die Metallstele ersetzte 1964 einen Gedenkstein, der sich an dieser Stelle ab 1950 befand. In ihrem Inneren befindet sich ein Brunnen.

- Nr. 5 ein ehemaliger Streckhof, wurde 2024 durch einen Neubau ersetzt.

- Nr. 9 ist ein klassizistisches Wohnhaus aus dem frühen 19. Jahrhundert mit einem Wappen oberhalb des Portals. An seiner Fassade ist eine Gedenktafel für den Arzt Franz Koch angebracht, der 1945 interimistisch Bezirksvorsteher war.

- Nr. 11 wurde 1884 von Alois Frömml als Floridsdorfer Gemeindesparkasse erbaut. Es ist in neoromanischen Formen gehalten und hat eine markante Eckkuppel, auf der sich eine Ritterfigur befindet. Das Gebäude wurde 1971–1974 von Friedrich Kurrent und Johannes Spalt umgebaut.[1] Es fungiert nach wie vor als Bankfiliale, die meiste Zeit gehörte es zur Zentralsparkasse der Gemeinde Wien.

- Nr. 13 ist das Sild-Haus, ein repräsentatives Kaufmanns- und Miethaus für das Handelshaus Conrad Sild. Es wurde 1905 von Friedrich Dietz von Weidenberg erbaut und gilt als bedeutendstes secessionistisches Gebäude im Bezirk. Es ist viergeschoßig mit einem flachen, übergiebelten Mittelrisaliten, in diesem Giebel befindet sich ein Löwenfries. Seitlich wird der Giebel von zwei Pylonen flankiert, die als Hinweis auf eine weltumspannende Tätigkeit des Handelshauses mit Schmiedeeisengloben bekrönt sind. Dies ist auch ein Dekorelement, das Dietz von Weidenberg als Wagner-Schüler ausweist.[3]

- Nr. 15, 16 und 17 ist ein Anfang des 20. Jahrhunderts entstandenes Ensemble, das den Platz nach Norden abschließt. In der Mitte befindet sich das viergeschoßige ehemalige Kaufhaus Wodicka, das von zwei spiegelgleichen Gebäuden in Neoempire-Formen flankiert wird.

### Bilder

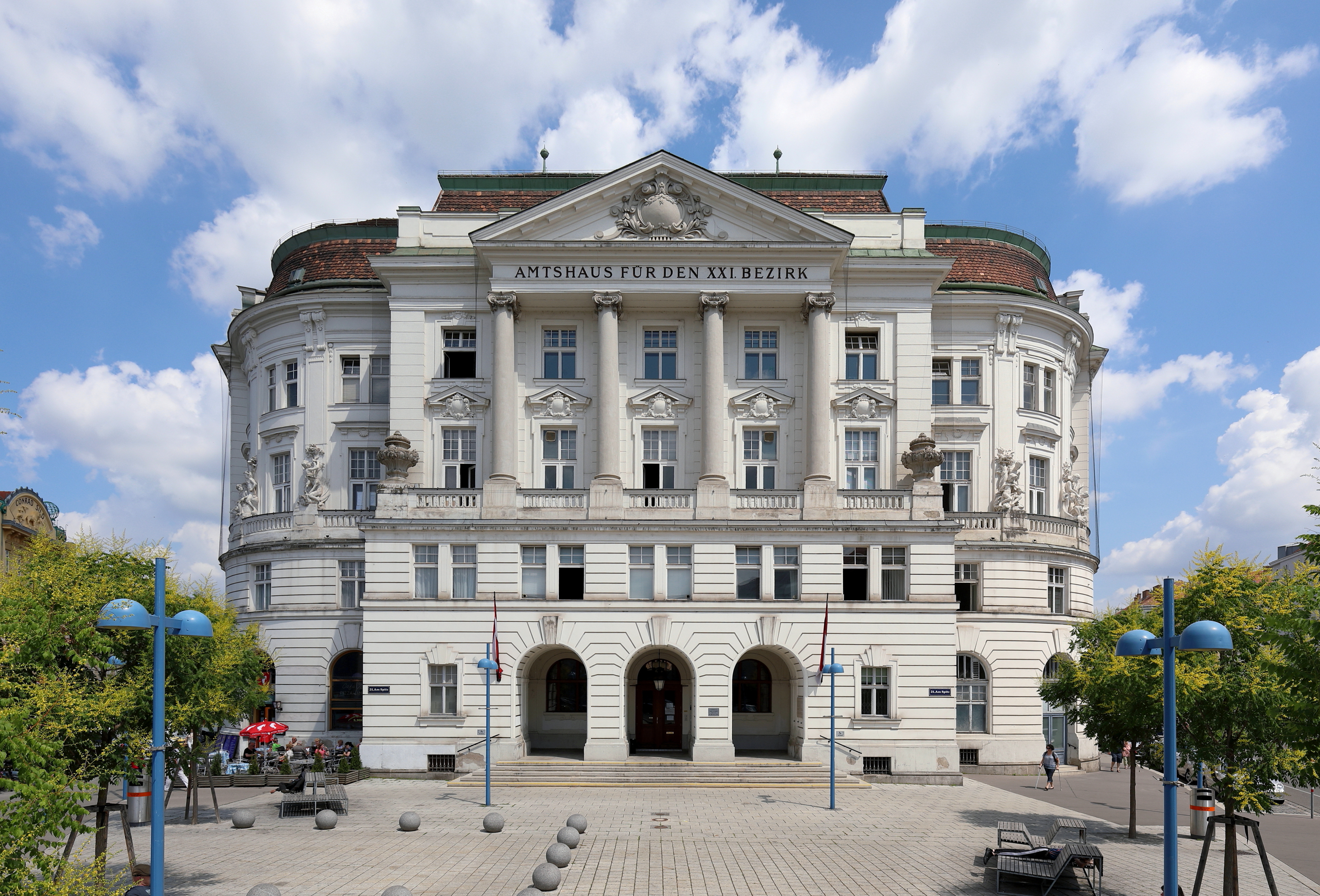
Das Amtshaus
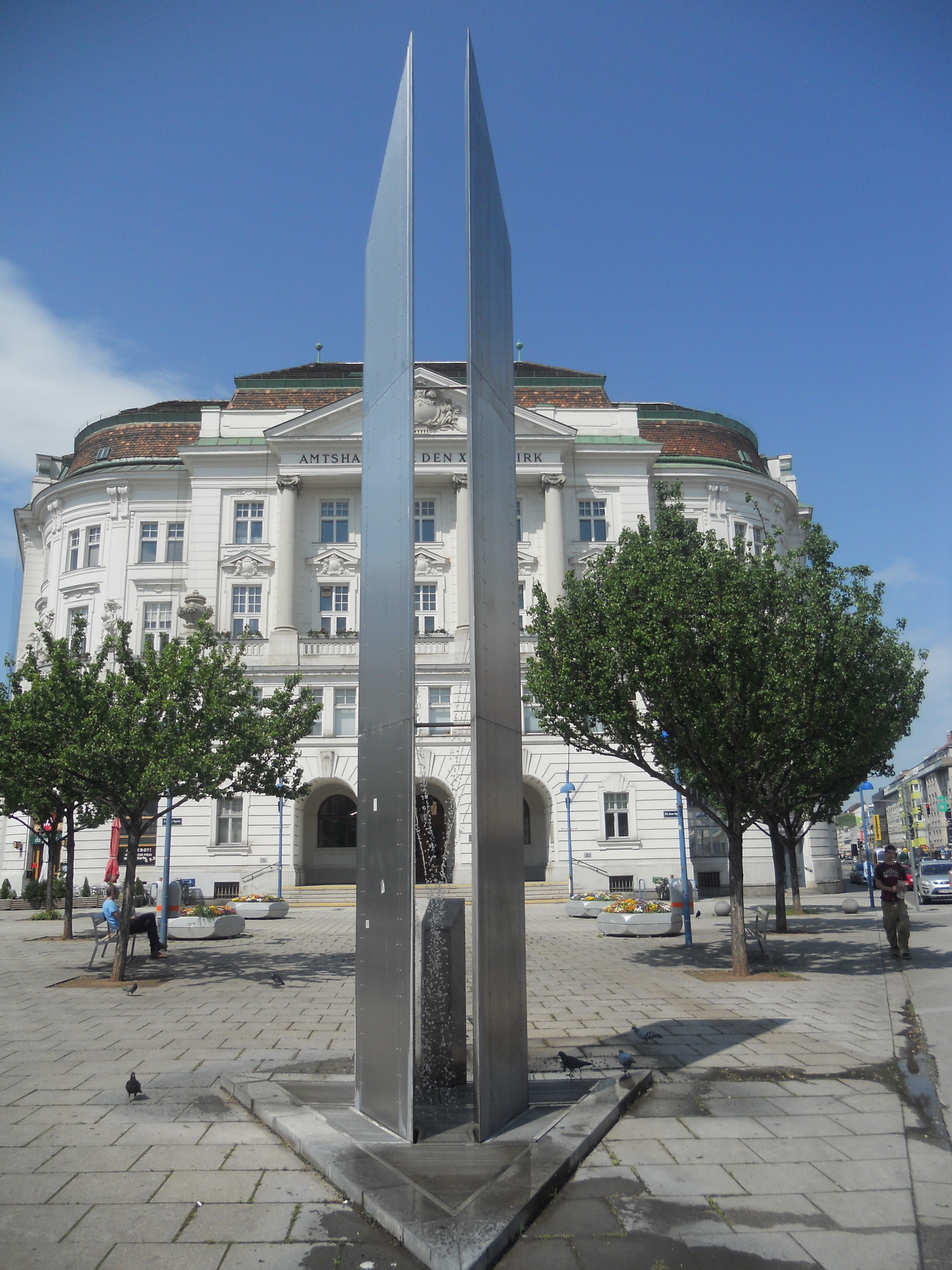
Die Gedenkstele
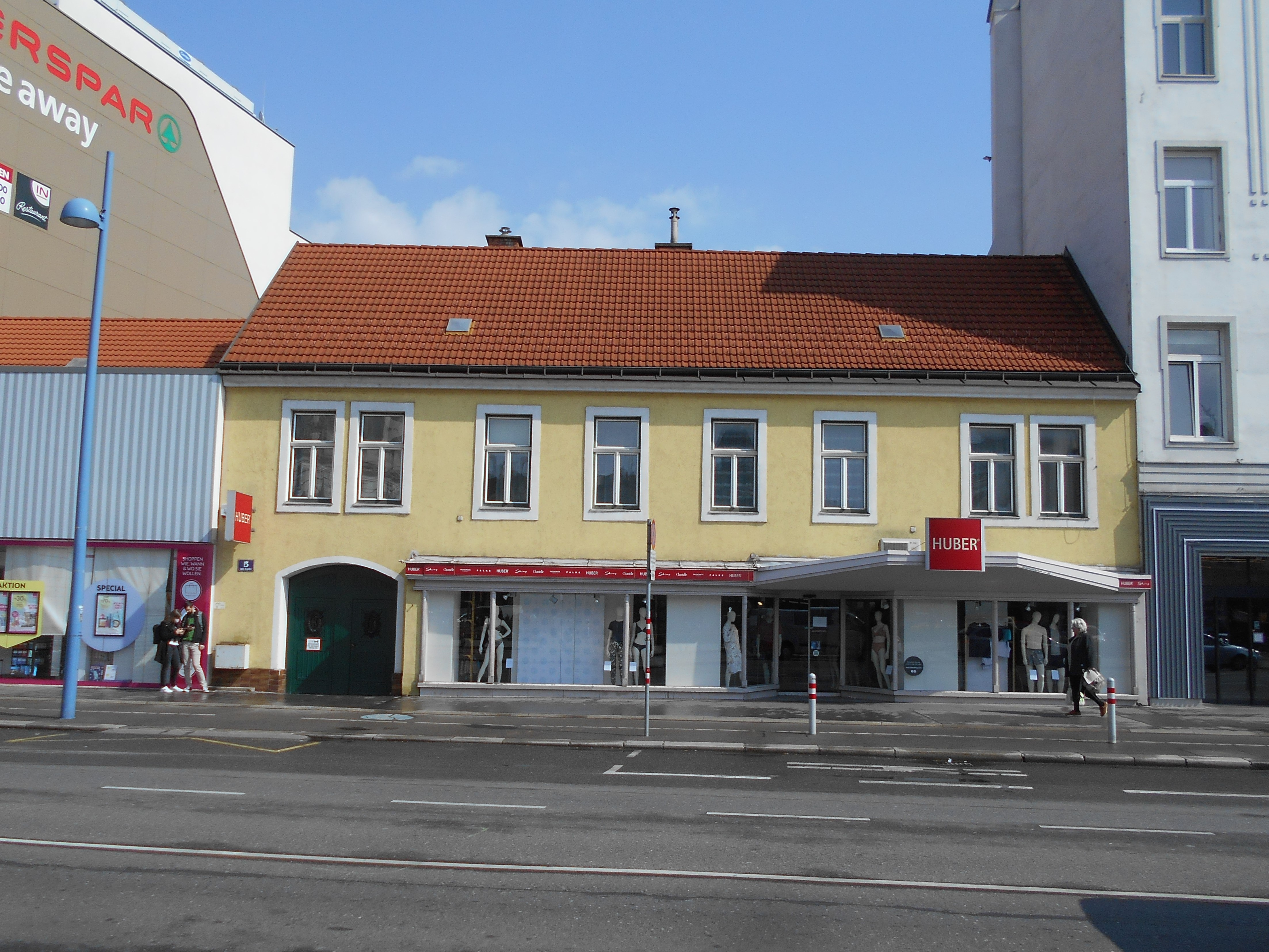
Nr. 5 (Aufnahme aus dem Jahr 2021)
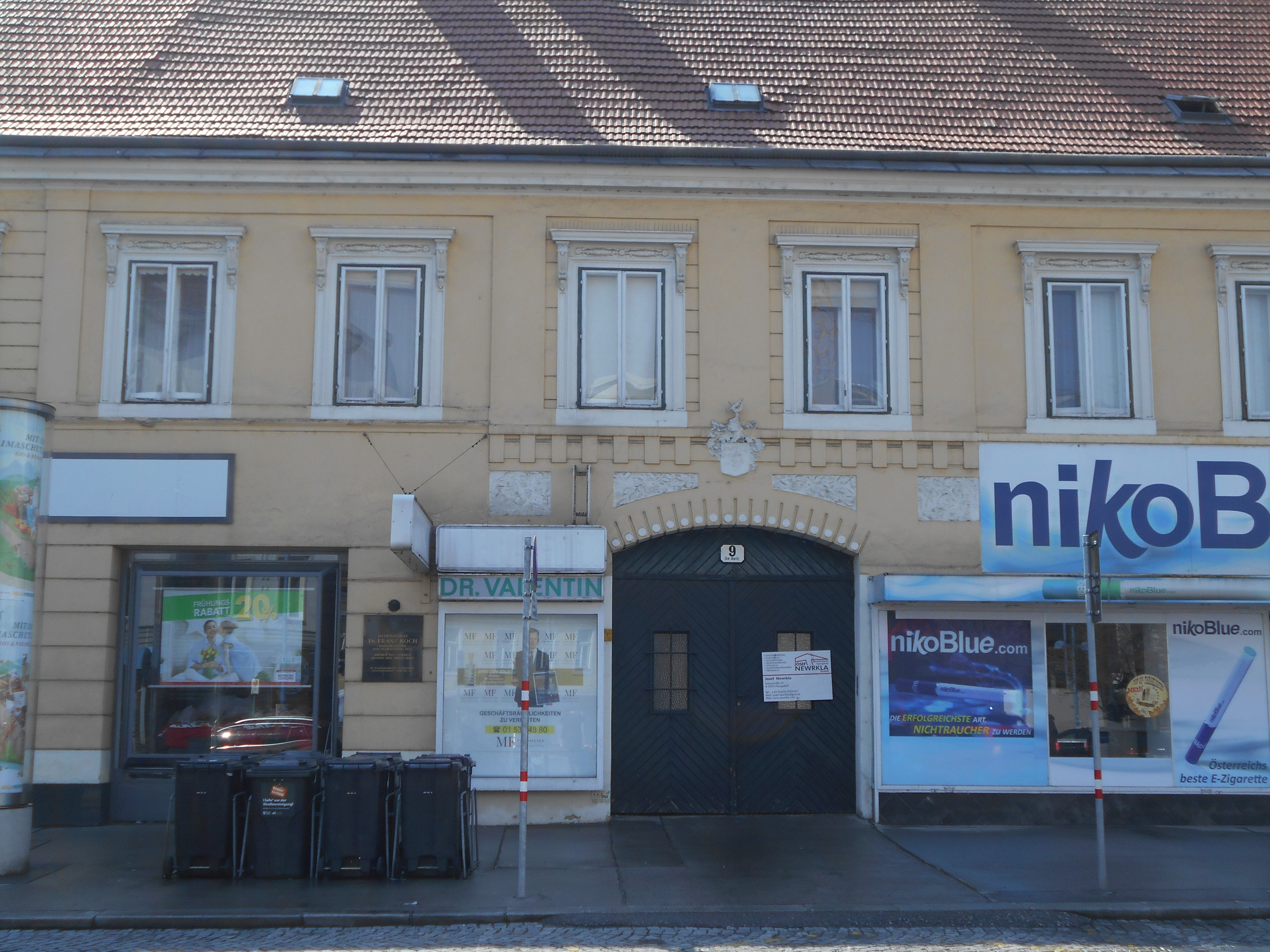
Nr. 9
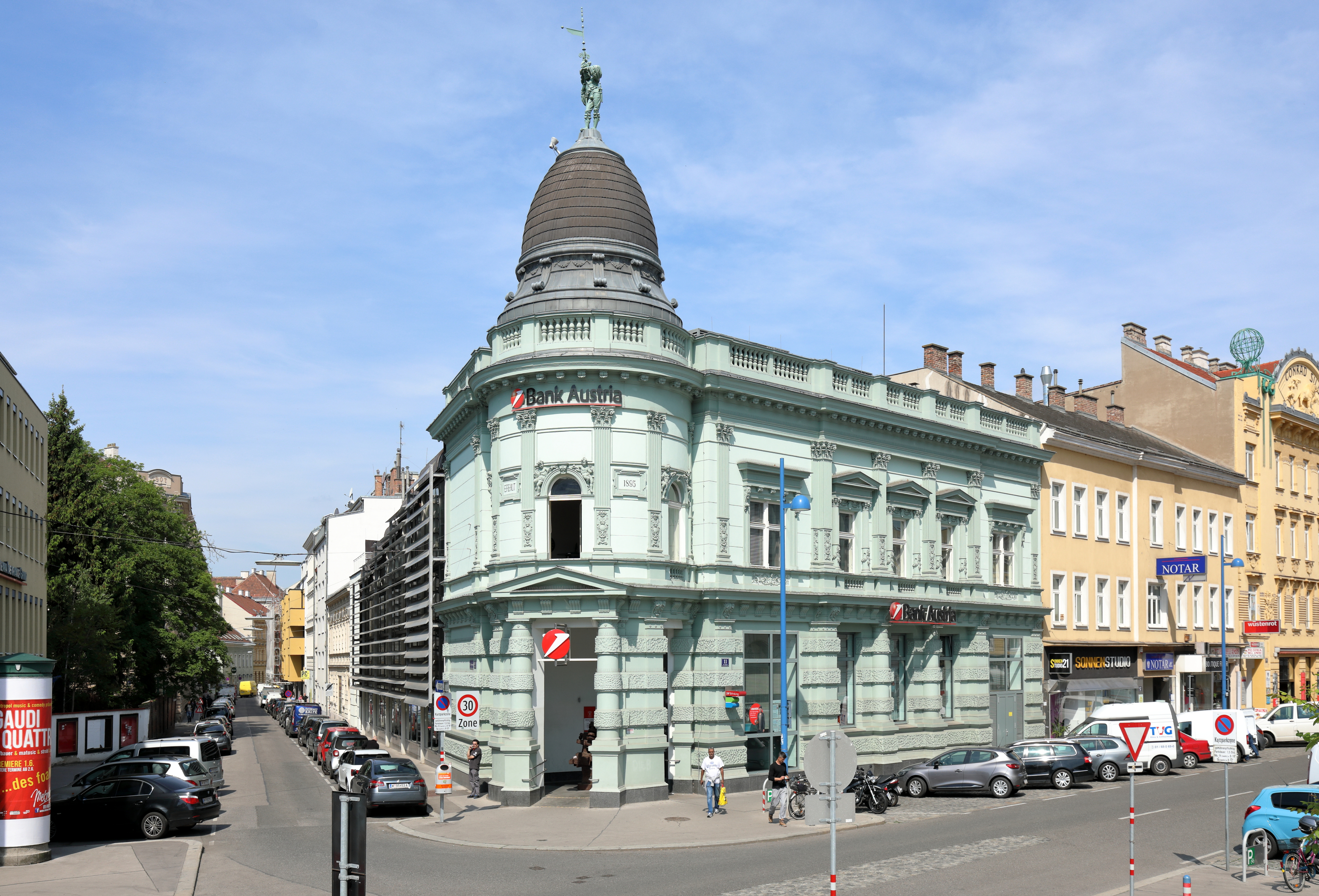
Die ehemalige Gemeindesparkasse
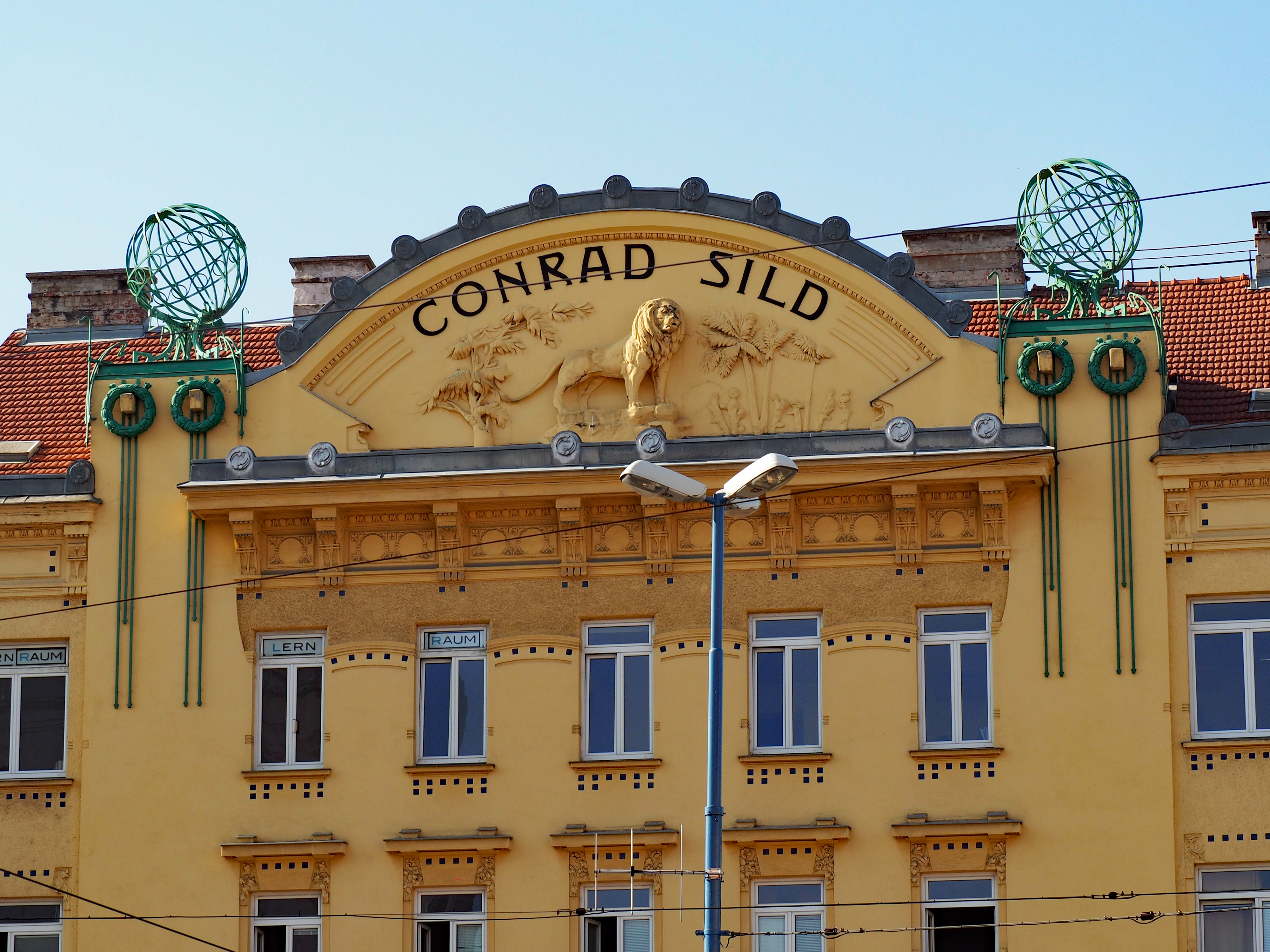
Die Oberzone des Sild-Hauses
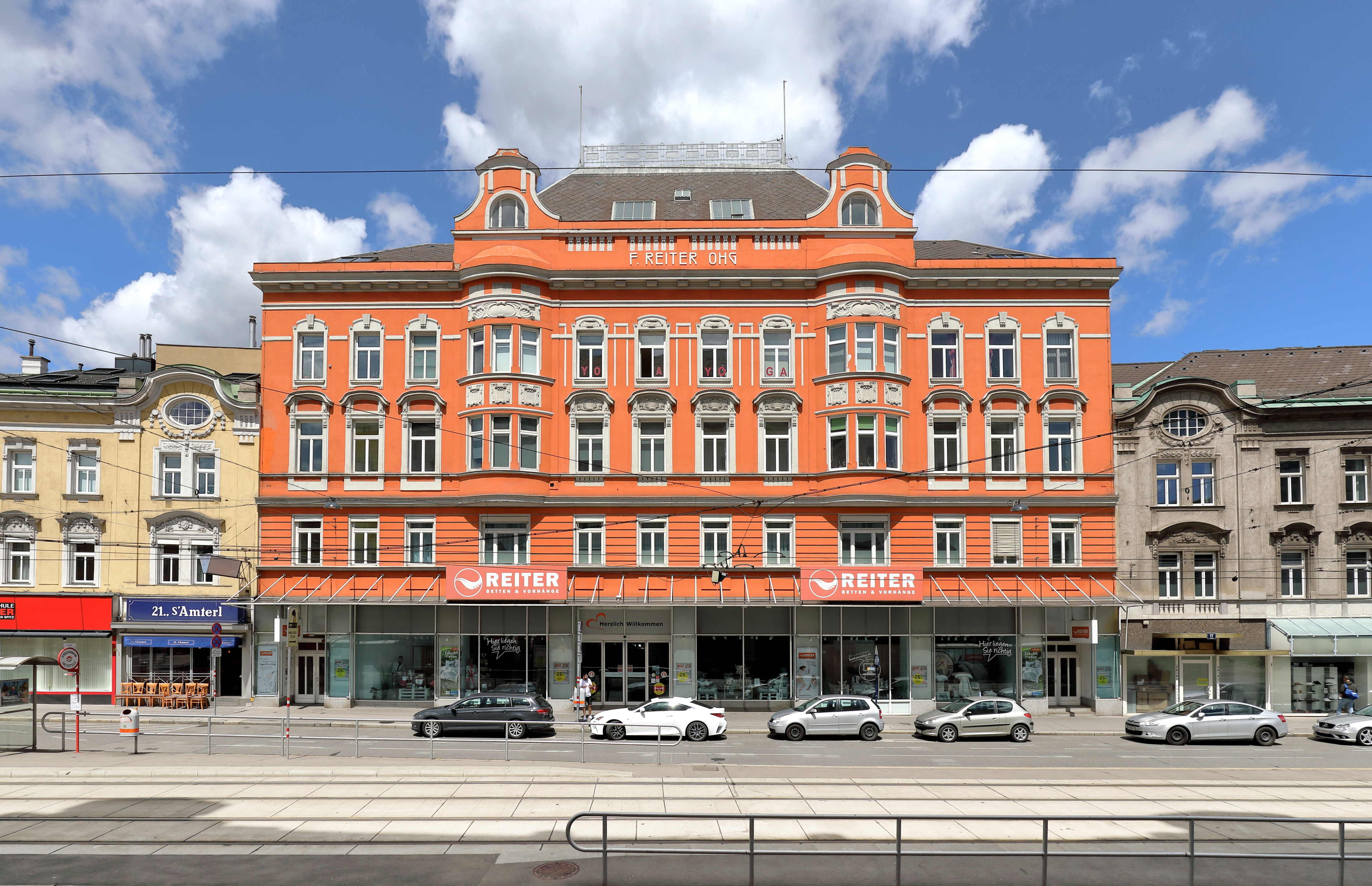
Das ehem. Kaufhaus Wodicka mit den flankierenden Häusern